# سیارک ۴۶۴۳
سیارک ۴۶۴۳ (به انگلیسی: 4643 Cisneros، نامگذاری:1990QD6) چهار هزار و ششصد و چهل و سومین سیارک کشف شده‌است که در ۲۳ اوت ۱۹۹۰ کشف شد.
قدر مطلق سیارک برابر ۱۳٫۵۰ است.